# Haematoloma balirana
Haematoloma balirana är en insektsart som beskrevs av Poisson 1925. Haematoloma balirana ingår i släktet Haematoloma och familjen spottstritar. Inga underarter finns listade i Catalogue of Life.